# Jakob Lindenau
Pour les articles homonymes, voir Lindenau.
Jakob Lindenau (en russe Линденау, Якоб), né vers 1700 et mort en 1795, est un explorateur russe du XVIIIe siècle.

## Biographie
Lindenau sert comme vétérinaire dans l'armée russe. Durant les campagnes qu'il suit en Sibérie, il établit de nombreuses études sur les Yakoutes, les Lamoutes, les Toungouses, les Koriaks et les Bouriates ainsi que sur d'autres peuples plus mineurs qui y vivent. Il est ainsi considéré de nos jours comme un des tout premiers ethnologue proprement dit.
En 1733, il est engagé dans la Deuxième expédition du Kamtchatka de Vitus Béring comme interprète et traducteur de Johann Georg Gmelin et Gerhard Friedrich Müller.